# Стевен Олександр Християнович
Олександр Християнович Стевен  (1844, Сімферополь — 1910) — російський державний діяч, дійсний статський радник, засновник наукової бібліотеки «Таврика», музею старовини Таврійської вченої архівної комісії, засідатель Таврійського губернського земського управління.

## Біографія
Погодив із спадкових дворян. Народився 27 березня (15 березня за старим стилем) в Сімферополі в сім'ї російського ботаніка шведського походження, систематика, доктора медицини, садівника та ентомолога, засновника та першого директора Нікітського саду в Криму, Христіана Християновича. В 1961 році Олександр Стевен закінчив з золотою медаллю Сімферопольську чоловічу гімназію. Закінчив курс у Санкт-Петербурзькому університеті на фізико-математичному факультеті в 1865 році, і в тому ж році був відправлений у департамент торгівлі й мануфактур, із зачисленням для занять у комісію з участі Росії в Паризькій всесвітній виставці 1867 року. В 1866 році був командирований в Париж і за успішно виконане доручення по виставці був нагороджений чином титулярного радника. В 1869 році був призначений секретарем при директорі департамента неоподатковних зборів, а в 1870 році був командирований в розпорядження комісії з організації всеросійської мануфактурної виставки.
Після виходу у відставку, в 1871 році був вибраний Сімферопольськими земськими зборами почесним мировим суддею, а в 1874 році головою Сімферопольського з'їзду мирових суддів. В 1876 році був обраний Сімферопольським повітовим керівником дворянства, а в 1877 році призначений членом комісії з оводнення Криму, в 1880 року займав посаду таврійського губернського очільника, а в 1882 році Таврійським губернським зібранням був обраний головою Таврійського земського управління. В 1893 році за відзнаки на службі був підвищений до чину дійсного статського радника.
Олександра Стевена високо цінували за його ділові якості та неодноразово запрошували в Санкт-Петербург для участі у вирішенні різних державних проектів. В 1894 році Кабінет міністрів імператора Олександра ІІІ запросив його в сільськогосподарську Раду при міністерстві землеробства. З переїздом в Санкт-Петербург Олександр Стевен не забув про улюблений Крим, свою батьківщину: «…зберігаю пам'ять про все добре, пережите серед любих сімферопольців», — писав він в 1899 році. Кожне літо сім'я Стевенів приїжджала в Крим, більшу частину часу проводила в Судаку, де був їхній сімейний маєток. Олександр Стевен мріяв повернутися на батьківщину, коли діти закінчать навчання.
Уже в Санкт-Петербурзі він відчув різке погіршення здоров'я. В 1908 році він пішов у відставку на посаді Товариша (замісника) Міністра із земельних питань та члена Державної Ради Росії. Сім'я повернулася в Сімферополь, але жити Олександру Стевену залишилося недовго. В 1910 році він помер і був похований у сімейному склепі, збудованому в печері скелястого схилу гори неподалік від будинку його батьком Христіаном Християновичем Стевеном ще в 1850 році. Там спочивали Юлія Стевен, Христіан Христианович, дружина Олександра Стевена. В 1922 році склеп було пограбовано, залишки спочилих перепоховали на старому Петровському кладовищі. З часом могила Олександра Стевена згубилася, а ім'я колишнього царського чиновника забули.
24 грудня 1996 року в Сімферополі відкрили пам'ятний знак трьом представникам династії Стевенів: Хрістіану Християновичу, Олександру Християновичу та Олександру Олександровичу. Знак встановили на правому березі річки Салгир, на землі колишніх Стевенських садів, як данина поваги вдячних сімферопольців своєму видатному земляку.

## Сім'я
- сини Федір та Олександр
- дочка Надія